# 경기아리랑
경기아리랑 또는 신아리랑은 20세기 이후에 주로 불리고 있는 경기도 지역을 중심으로 불리는 아리랑이며, 구한말에 지금의 형태로 정형화된 노래이다.

## 개요
수백에 가까운 변종이 있었을 정도로 즐겨 불리던 이 민요는 후렴부와 독창부가 번갈아 가면서 불리도록 이루어져 있다. 이 때문에 아리랑은 여러 사람이 같이 부를 때에는 '아리랑'이라는 전주부나 후렴부 사이에 여러 기원과 변종의 가사를 붙여 계속 이어 부를 수 있고 다양한 변주가 가능한 노래이다.

## 역사
구한말의 선교사 헐버트는 문경새재 아리랑을 채보하여 영문 월간지 '한국소식' 1896년 2월호에 실었는데, 이것이 아리랑을 서양음계로 처음 채보한 것이다. 이때 헐버트는 아리랑은 한국인에게 쌀과 같은 존재라고 소개하였다. 1926년의 한국 최초의 장편 영화 〈아리랑〉의 주제 음악으로 쓰여 유명해졌다. 영화감독 겸 영화배우인 나운규와 단성사 음악대가 창작한 곡이다.

## 같이 보기
- 아리랑